# Trangie
Trangie is een stad in New South Wales, Australië. In 2011 woonden er 849 mensen. Het is de geboortestad van de tennisster Lesley Turner.